# Минаково (Путивльский район)
Минаково (укр. Мінакове) — село,
Князевский сельский совет,
Путивльский район,
Сумская область,
Украина.
Код КОАТУУ — 5923885803. Население по переписи 2001 года составляло 170 человек.

## Географическое положение
Село Минаково находится в 1,5 км от правого берега реки Сейм.
На расстоянии до 1 км расположены город Путивль и сёла Латышовка и Сахарово.
По селу протекает пересыхающий ручей с запрудой.
Рядом проходит автомобильная дорога Т-1908.